# Niatiti
Il niatiti è uno strumento musicale tradizionale a corde, tipico delle popolazioni Luo dell'Africa centrale, come l'orutu ed il kayamba.
Il niatiti è un tipo di lira, come la kora dell'Africa occidentale: la cassa di risonanza è costituita da un bacino di legno rivestito di pelle, su cui si tendono le otto corde, ben serrate tra loro e suonate a due a due. 
Tradizionalmente le corde erano realizzate con i tendini di grossi animali, oggi sempre più frequentemente si usa la plastica, il filo di nylon o quello di sisal. 
È uno strumento che presenta molte difficoltà sia nella costruzione che nella performance musicale; secondo la tradizione, l'esecuzione del niatiti era dunque legata ad un evento molto importante ed occasionale.